# Gmina Šempeter-Vrtojba
Šempeter-Vrtojba – gmina w Słowenii. W 2002 roku liczyła 6269 mieszkańców.

## Miejscowości
Miejscowości wchodzące w skład gminy Šempeter-Vrtojba:
- Šempeter pri Gorici – siedziba gminy,
- Vrtojba.